# وجهة نظر قارئ يعرف كل شيء
وجهة نظر قارئ يعرف كل شيء (بالكورية: 전지적 독자 시점) هو رواية ويب كورية جنوبية من تأليف سينغ شونغ. نشرت لأول مرة في 6 كانون الثاني/يناير 2018 على منصة مونبيا، وانتهت في 2 شباط/فبراير 2020. اقتبست الرواية إلى ويبتونز في عام 2020.
في عام 2019 أعلن عن اقتباس الرواية إلى سلسلة من خمسة أفلام طويلة. وفي عام 2024 أعلن عن اقتباس الرواية إلى مسلسل أنمي.

## القصة
كيم دوكجا موظف مكتب يقرأ رواية "ثلاث طرق للنجاة في عالم مدمر". فجأة يصبح عالم الرواية حقيقي، ويصبح دوكجا الشخص الوحيد الذي يعرف كيف سينتهي العالم. يحاول تغيير مسار القصة من خلال حل التحديات والتغلب عليها، المعروفة باسم السيناريوهات في السلسلة، والتي يتم ادارتها بواسطة دوكايبي.

## الشخصيات
- كيم دوكجا (بالكورية: 김독자)

هو موظف مكتبي عادي ولديه شغف بالقراءة، وروايته المفضلة على الويب هي "ثلاث طرق للنجاة في عالم مدمر". ومع ذلك، فإن حياته تأخذ منعطفًا جذريًا عندما تبدأ أحداث الرواية في الظهور في الحياة الواقعية، وهو الوحيد الذي يدرك كيف سينتهي العالم. بهذه المعرفة، يستخدم دوكجا فهمه للقصة لتغيير مسارها وبالتالي تغيير العالم كما يعرفه. تُعرف مجموعة الحلفاء والرفاق التي يجمعها باسم رفاق كيم دوكجا.
- يو جونغهيوك (بالكورية: 유중혁)

هو أحد أقوى الشخصيات في رواية الويب الأصلية، "ثلاث طرق للنجاة في عالم مدمر". على الرغم من عدم ثقته في كيم دوكجا في البداية، وكثيرًا ما يكافحان لفهم بعضهما البعض، إلا أنهما أصبحا قريبين، ويشار إليه باسم "رفيق الحياة والموت" لكيم دوكجا.
- هان سويونغ (بالكورية: 한수영)

هي مؤلفة رواية الويب "SSSSSS-Grade Infinite Regressor"، التي اتهمها كيم دوكجا بسرقة "ثلاث طرق للنجاة في عالم مدمر". على الرغم من أنها بدأت كشخصية معادية لكيم دوكجا وحلفائه، إلا أنها أصبحت فيما بعد جزءًا أساسيًا من رفاق كيم دوكجا.
- يو سانغاه (بالكورية: 유상아)

هي زميلة كيم دوكجا في العمل. كانت في مترو الأنفاق مع كيم دوكجا عندما بدأت تتكشف أحداث الرواية، وأصبحت شخصية قوية في حد ذاتها على الرغم من عدم ظهورها في الرواية الأصلية أو معرفتها بها.
- لي هيونسونغ (بالكورية: 이현성)

هو ملازم سابق في الجيش. لقد كان في الأصل شخصية في "ثلاث طرق للنجاة في عالم مدمر"، يقاتل تحت قيادة يو جونغهيوك، لكنه أصبح حليفًا ورفيقًا لكيم دوكجا بدلاً من ذلك خلال تطور القصة.
- جونغ هيون (بالكورية: 정희원)

هي شخصية ثانوية في "ثلاث طرق للنجاة في عالم مدمر" كجزء من "المجموعة المهمشة" من محطة جيومهو التي ماتت في وقت مبكر من الرواية. ولكن تم إنقاذها وانضمت لاحقًا إلى كيم دوكجا ورفاقه.
- لي غيليونغ (بالكورية: 이현성)

هو صبي صغير شارك في قطار مترو الأنفاق مع كيم دوكجا في بداية السيناريوهات ونجا. كان يحمل صندوقًا من الجنادب في بداية الرواية، مما يساعد الناجين، وتعتمد قدراته على مكافحة الحشرات.
- لي جيهي (بالكورية: 이지혜)

هي طالبة في المدرسة الثانوية كانت في الأصل شخصية في "ثلاث طرق للنجاة في عالم مدمر"، تقاتل تحت قيادة يو جونغهيوك.